# Старе Мотуле
Старе Мотуле (пол. Stare Motule) — село в Польщі, у гміні Філіпув Сувальського повіту Підляського воєводства.
Населення — 137 осіб (2011).
У 1975-1998 роках село належало до Сувальського воєводства.

## Демографія
Демографічна структура станом на 31 березня 2011 року:
|          | Загалом | Допрацездатний вік | Працездатний вік | Постпрацездатний вік |
| -------- | ------- | ------------------ | ---------------- | -------------------- |
| Чоловіки | 65      | 18                 | 44               | 3                    |
| Жінки    | 72      | 18                 | 36               | 18                   |
| Разом    | 137     | 36                 | 80               | 21                   |